# Jon Bing

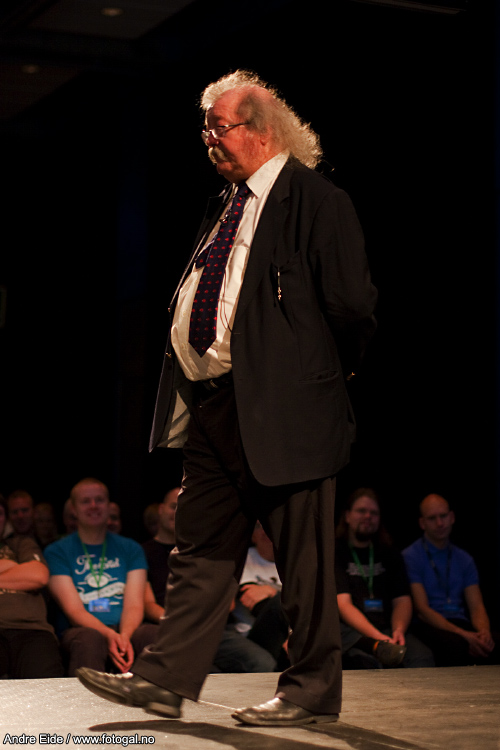
Jon Bing (2009)

Jon Bing (* 30. April 1944 in Tønsberg; † 14. Januar 2014) war ein norwegischer Science-Fiction-Schriftsteller, Übersetzer und Jurist. Er war Professor für Computerrecht an der Universität Oslo sowie Gastprofessor an der University of London.

## Leben
Bing studierte Philosophie in Trondheim und Jura in Oslo. Nach seinem Studium arbeitete er als Journalist sowie als wissenschaftlicher Mitarbeiter der Universität Oslo. Er war einer der Mitbegründer des Norwegischen Forschungszentrums für Computerrecht. Bing promovierte 1982 und wurde 1988 zum ordentlichen Professor berufen. 1997 bzw. 1998 erhielt er außerdem den Ehrendoktortitel der Universitäten Stockholm bzw. Kopenhagen.
Sein erstes Buch, die Kurzgeschichtensammlung Rundt solen i ring, veröffentlichte er 1967 gemeinsam mit Tor Åge Bringsværd. Er schrieb, teilweise in Zusammenarbeit mit Bringsværd, über 30 Bücher, darunter Romane, Kurzprosasammlungen und Jugendbücher. Außerdem übersetzte er US-amerikanische Science Fiction, unter anderem von Douglas Adams, ins Norwegische und verfasste Schauspiele, Drehbücher und Hörspiele.
Bing galt als einer der bedeutendsten norwegischen Science-Fiction-Autoren sowie als der wichtigste norwegische Experte für Computerrecht. 1999 wurde ihm das Ritterkreuz Erster Klasse des Sankt-Olav-Ordens verliehen.
Zu den Auszeichnungen, die er für sein belletristisches Werk erhielt, gehören unter anderem der Riverton-Preis 1978 und der Brageprisen 2001.

## Werke (Auswahl)
Romane
- Det myke landskapet. Gyldendal, Oslo 1970.
- Scenario. Gyldendal, Oslo 1970; ISBN 8205054665.
- Dobbeltgjengere. Gyldendal, Oslo 1984, ISBN 9788205153776.
- En gammel romfarers beretninger. Gyldendal, Oslo 1992, ISBN 9788205210141.

Jugendbücher
- Azur – kapteinenes planet (1975), deutsch 1980: Azur – Planet der Kapitäne, Kinderbuchverlag Berlin
- Zalt – dampherrenes planet (1976)
- Mizt – gjenferdenes planet (1982)
- Tanz – gåtenes planet (1985)

Kurzprosa
- Rundt solen i ring (1967)
- Knuteskrift (1974)

Sachbuch
- Wasdata? Lesestücke für die Informationsgesellschaft, 1986

## Belege
1. ↑  Jon Bing er død, Dagbladet.no, 15. Januar 2014. 15. Januar 2014 gelesen